# Leptogomphus
Leptogomphus is een geslacht van libellen (Odonata) uit de familie van de rombouten (Gomphidae).

## Soorten
Leptogomphus omvat 22 soorten:
- Leptogomphus baolocensis Karube, 2001
- Leptogomphus celebratus Chao, 1982
- Leptogomphus coomansi Laidlaw, 1936
- Leptogomphus divaricatus Chao, 1984
- Leptogomphus elegans Lieftinck, 1948
- Leptogomphus gestroi Selys, 1891
- Leptogomphus hongkongensis Asahina, 1988
- Leptogomphus inclitus Selys, 1878
- Leptogomphus intermedius Chao, 1982
- Leptogomphus lansbergei Selys, 1878
- Leptogomphus mariae Lieftinck, 1948
- Leptogomphus palawanus Asahina, 1968
- Leptogomphus pasia van Tol, 1990
- Leptogomphus pendleburyi Laidlaw, 1934
- Leptogomphus perforatus Ris, 1912
- Leptogomphus risi Laidlaw, 1932
- Leptogomphus sauteri Ris, 1912
- Leptogomphus semperi Selys, 1878
- Leptogomphus uenoi Asahina, 1996
- Leptogomphus unicornus Needham, 1930
- Leptogomphus williamsoni Laidlaw, 1912
- Leptogomphus yayeyamensis Matsumura in Oguma, 1926